# Parque Batlle

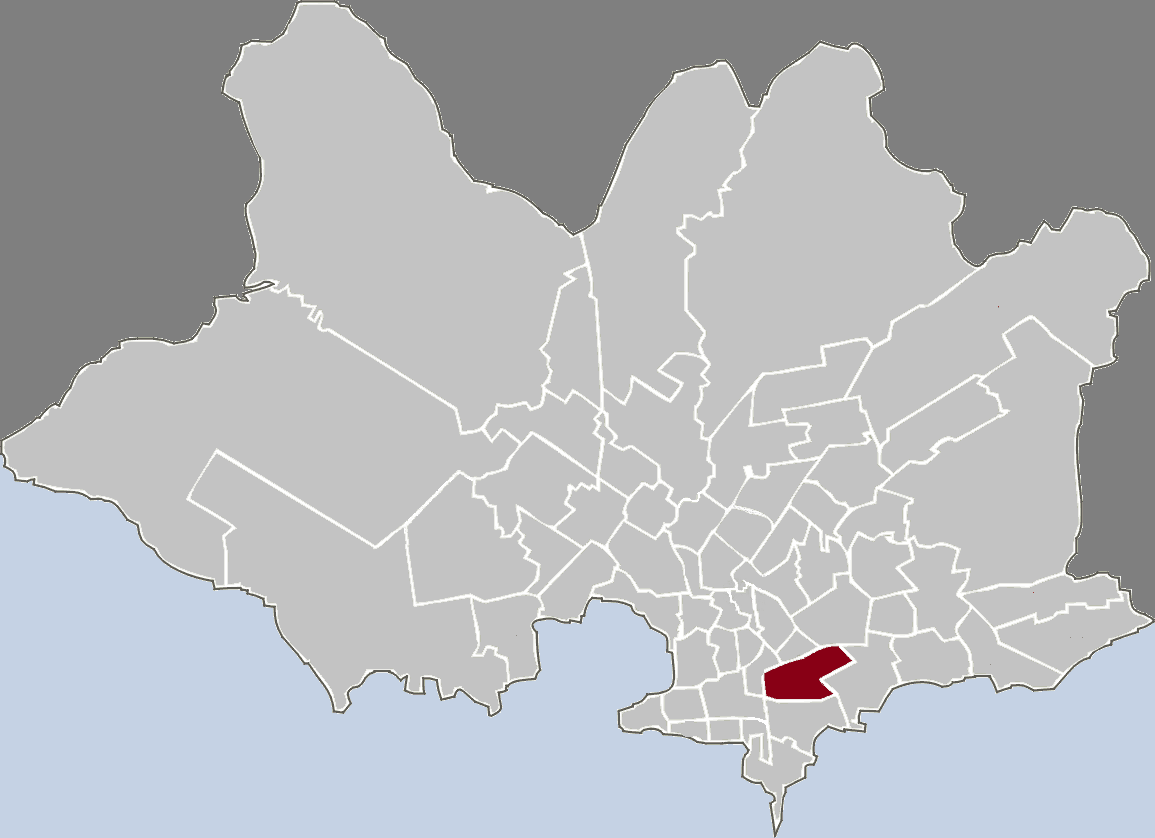
Lage von Parque Batlle - Villa Dolores in Montevideo

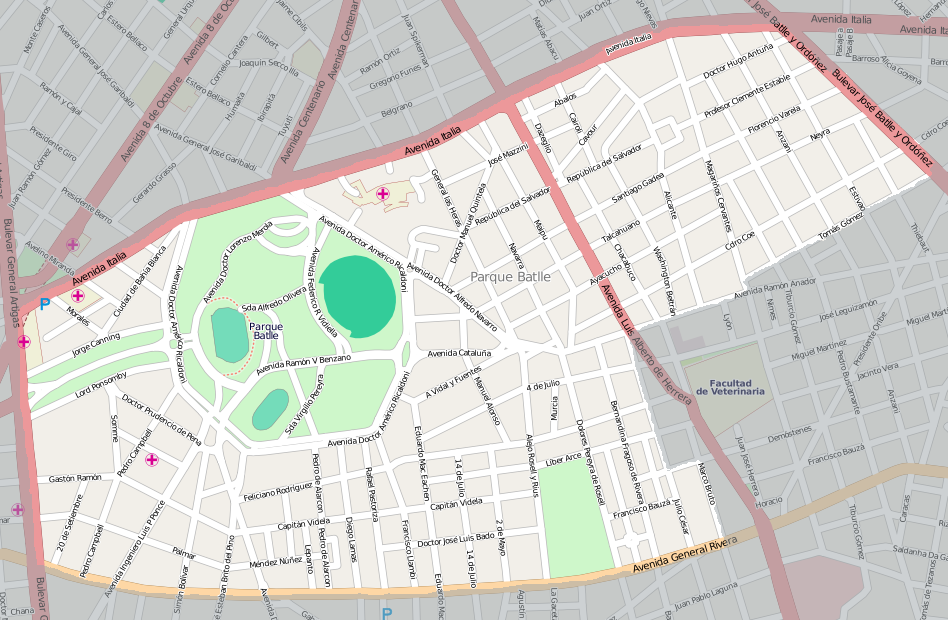
Plan von Parque Batlle - Villa Dolores

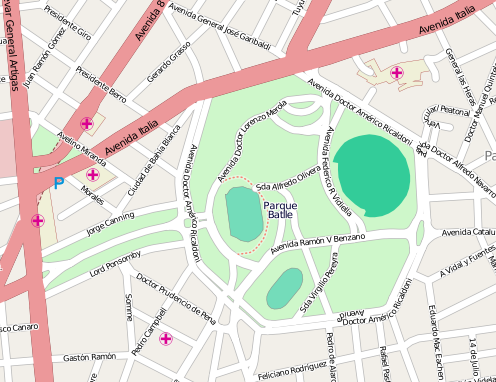
Karte des Parks Parque Batlle

Parque Batlle ist ein Stadtviertel (Barrio) der uruguayischen Hauptstadt Montevideo.
Das auf der offiziellen Karte des uruguayischen Statistik-Instituts gemeinsam mit dem Barrio Villa Dolores geführte Stadtviertel wird von den Stadtteilen Tres Cruces (Westen und Nordwesten), La Blanqueada (Norden), Unión (Norden), Buceo (Osten) und Pocitos (Süden) umgeben. Die Grenzen bilden dabei die Avenida F.Rivera südlich und westlich teilweise der Bulevar Artigas und die Avenida Italia. Letztere wiederum stellt auch die Begrenzung nach Norden dar, während etwa im Nordosten der Bulevar Batlle y Ordonez als Trennlinie dient. Das Gebiet von Parque Batlle ist dem Municipio CH zugeordnet.
Hier befindet sich das Estadio Centenario und das vom Künstler José Belloni geschaffene Denkmal Monumento La Carreta. Letzteres steht im Parque Batlle y Ordoñez an der Avenida Dr. Lorenzo Mérola.
Im Nordwesten des Viertels liegt an der Avenida Italia das Hospital Británico.

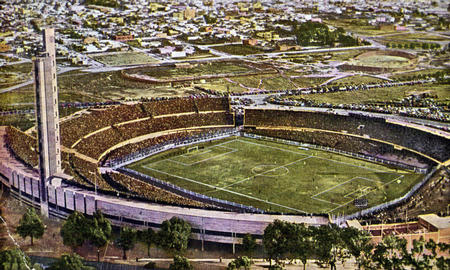
Estadio Centenario
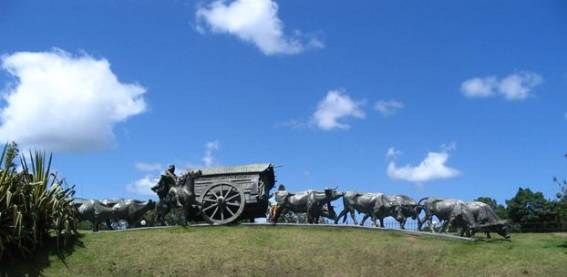
Monumento La Carreta
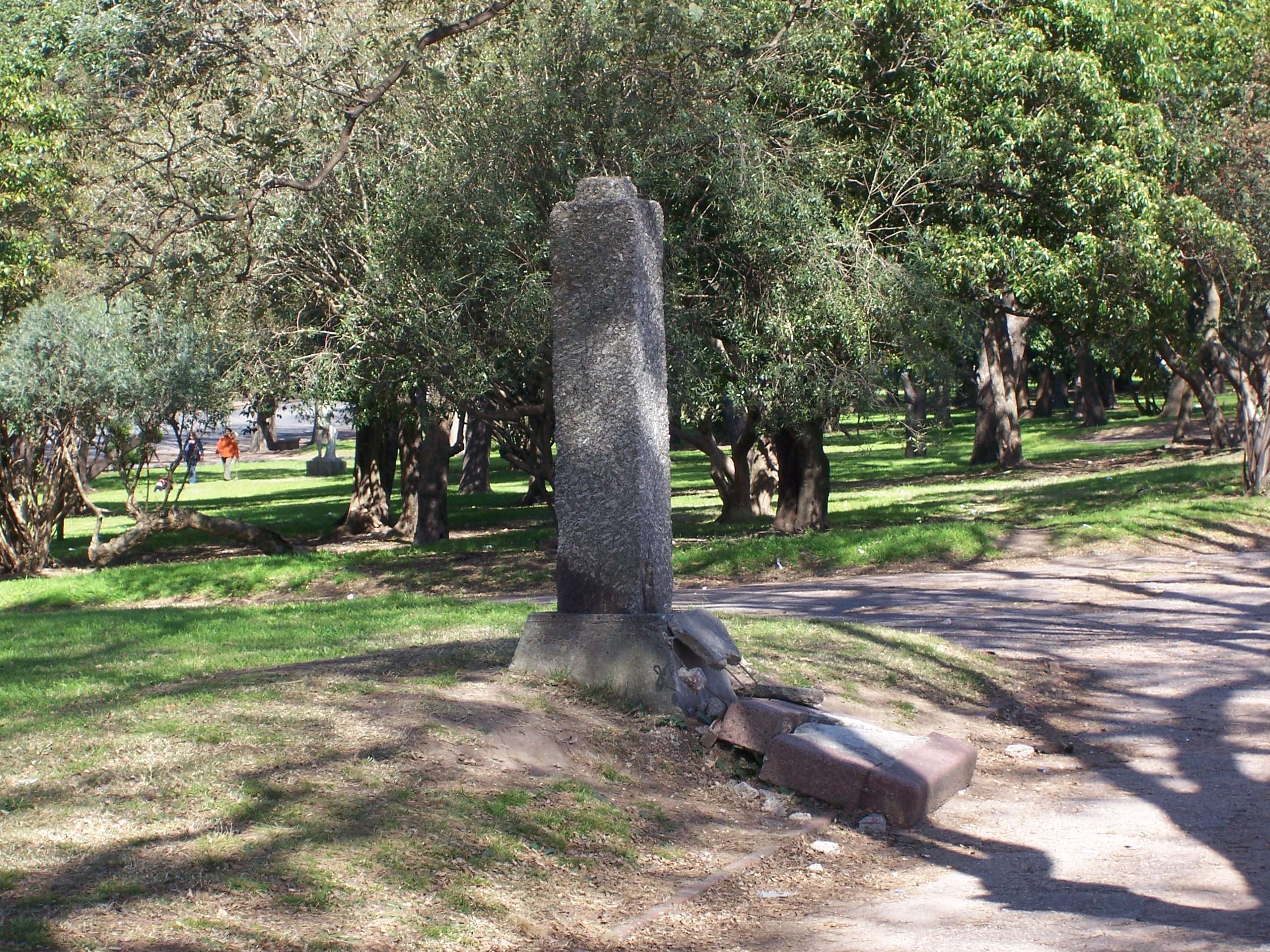
Denkmal im Parque José Batlle y Ordóñez
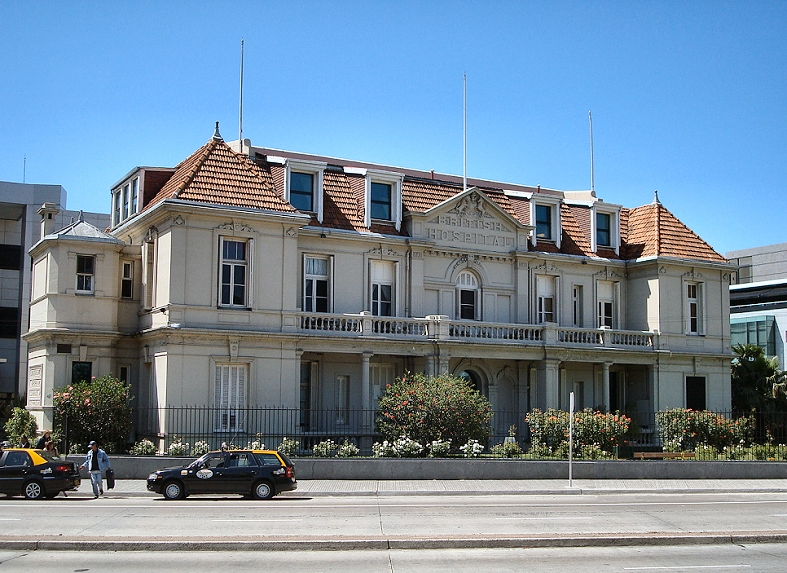
Hospital Británico